# Jan Land
Jan Pieter Nicolaas Land, född den 23 april 1834 i Delft, död den 30 april 1897 i Arnhem, var en holländsk orientalist och filosof.
Land var en grundlig kännare av den syriska litteraturen och blev 1864 professor i orientaliska språk och filosofi i Amsterdam samt 1872 professor i filosofi i Leiden. 
Bland hans arbeten märks Anecdota Syriaca (4 band, 1862-75), Hebreeuwsche grammatica (1869), Recherches sur l'histoire de la gamme arabe (1884), Over onze kennis der javaansche muziek (1891) samt en edition av Spinozas verk (2 band, utgivna tillsammans med van Vloten 1882-83).   

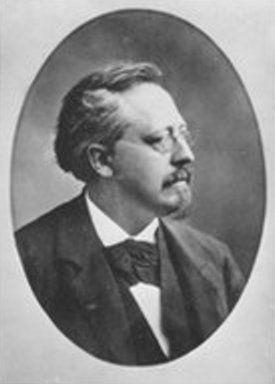
Jan Pieter Nicolaas Land